# Nadsiarczany

Nadsiarczan amonu - przykład nadsiarczanu.

Nadsiarczany – sole kwasu nadtlenodwusiarkowego. Zawierają one siarkę sześciowartościową oraz wiązanie tlen - tlen.

## Właściwości
Nadsiarczany są bezbarwnymi ciałami stałymi o budowie krystalicznej. Większość z nich jest rozpuszczalna w wodzie. W stanie suchym są trwałe, a ich roztwory rozkładają się pod wpływem ogrzewania. Mają silne właściwości utleniające.

## Zastosowanie
Związki te są stosowane w produkcji barwników, w syntezie organicznej i analizie chemicznej, a także w fotografii jako osłabiacze. Używa się ich również do bielenia oraz jako środki dezynfekujące.